# バニェール＝ド＝ビゴール
バニェール＝ド＝ビゴール （フランス語：Bagnères-de-Bigorre、オック語ガスコーニュ方言：Banhèras）は、フランスのオクシタニー地域圏のオート＝ピレネー県の南西に位置するコミューンの一つ。

## 地形
バニェール＝ド＝ビゴールはアドゥール川に位置している。

## 歴史

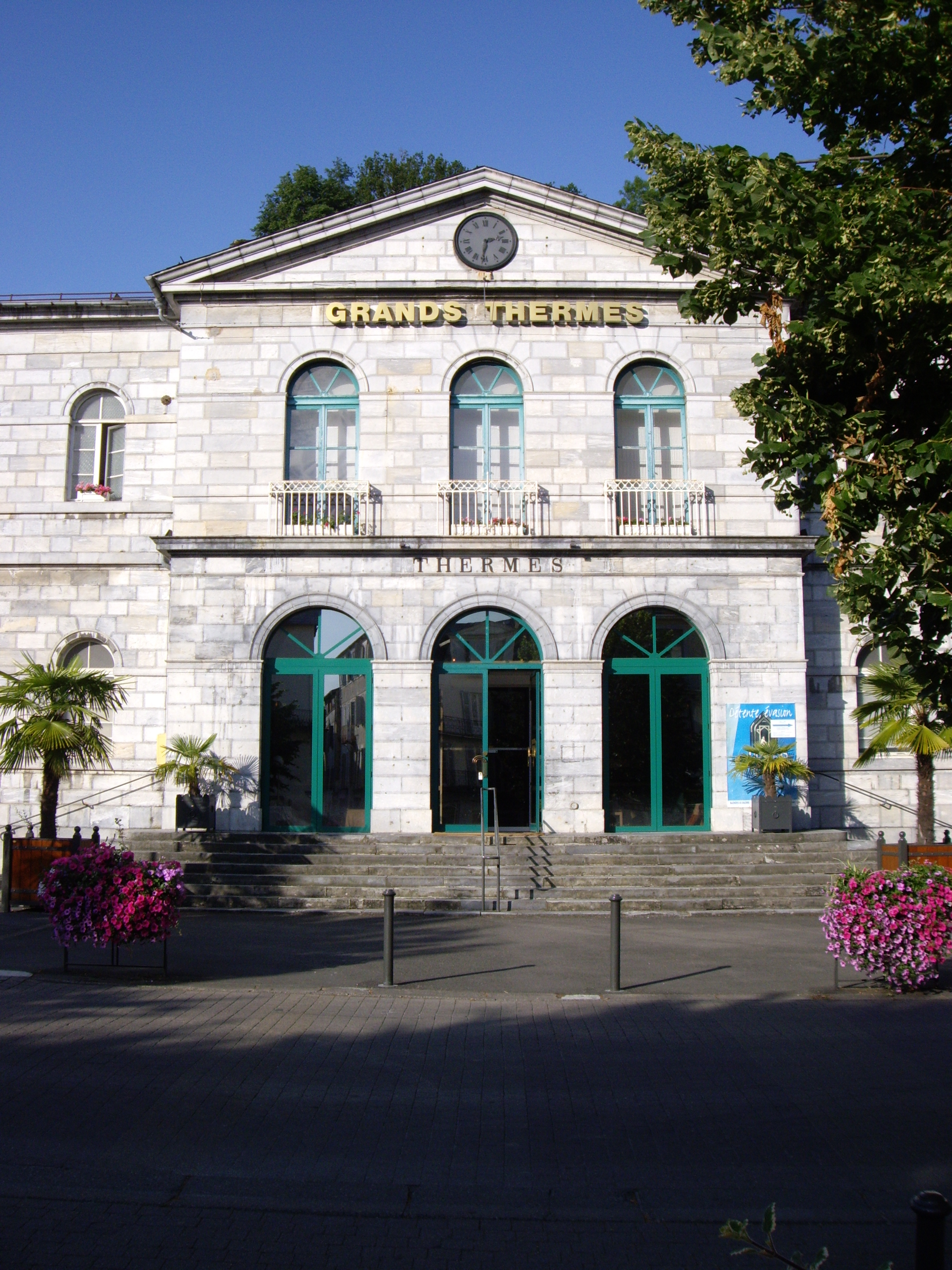
グラン・テルメ

古代ローマ時代より温泉地として知られてきた。アクイタニアの部族であるビゲリオ族をユリウス・カエサルの軍が平定後、ローマ領となった。ウィクス・アクエンシス（Vicus Aquensis）の名の都市がつくられており、1823年にはローマ時代の水泳プール5ヶ所が発掘された。
ローマ衰退後は温泉地として忘れ去られた。しかし軍事の要所として城壁が残り、いくつかのキリスト教修道会が根を下ろした。
中世のバニェール＝ド＝ビゴールは、ナバラ王族に気に入られた保養地であった。フォワ伯ガストン4世とナバラ女王レオノールの挙式の地として1434年にバニョールが選ばれた。後には、女王ジャンヌ・ダルブレと息子で後のフランス王アンリ4世が保養に訪れた。
オック語の名、バニェラスとして生まれ変わった町は、数世紀に渡り名声を取り戻していった。ミシェル・ド・モンテーニュの肖像やメーヌ公（ルイ14世の庶子）の肖像から、町が貴族や裕福なブルジョワジーを迎えていたことがわかる。
19世紀にバニェールは黄金時代を迎えた。世界的な文化の潮流であるベルエポックの舞台となったのである。アルフォンス・ド・ラマルティーヌ、ナポレオン・ボナパルト、ギュスターヴ・フローベール、ジョルジュ・サンド、ロッシーニ、登山家ヘンリー・ラッセルらがバニェールに滞在した。バニェールはいわば、『ピレネーのアテネ』（"l'Athènes des Pyrénées"）であった。
1828年、グラン・テルメ（大温泉）がベリー公爵夫人によって開始された。バニェールは、アクエンシスに象徴される数多くの温泉保養地を開く要素にこのようにして貢献したのだった。

## 経済
バニェールは、鉄道設備という第二次産業で知られてきたが、温泉保養と観光がさらに重要である。

## 出身の著名人
- シャルル・ダンクラ - バイオリニスト

## 姉妹都市
- アルハマ・デ・グラナダ、スペイン
- テュトツィング、ドイツ